# Нова Слобода (Щолковський міський округ)
Нова Слобода́ (рос. Новая Слобода) — присілок у складі Щолковського міського округу Московської області, Росія.

## Населення
Населення — 118 осіб (2010; 127 у 2002).
Національний склад (станом на 2002 рік):
- росіяни — 95 %